# Leptocampoplex cremastoides
Leptocampoplex cremastoides là một loài tò vò trong họ Ichneumonidae.